# Evil Activities
Evil Activities is een Nederlandse hardcore-(live)act van Kelly van Soest.

## Geschiedenis
De act ontstond in 1998 nadat ze waren ontdekt door Neophyte, die hen voorstelde aan dj Paul Elstak, toentertijd labeleigenaar van Rotterdam Records.
Evil Activities staat sinds 1999 onder contract bij Neophyte's label Neophyte Records. Zij brachten diverse platen uit, die op alle vooraanstaande hardcore-compilaties stonden. In 2003 bracht de formatie een album uit, getiteld Dedicated. In 2004 maakten ze samen met Neophyte de hits "Alles Kapot" en "One of These Days". Neophyte en Evil Activities maken ook muziek onder de naam Masters of Ceremony. In 2005 bracht Evil Activities de ep's Back on Track en Never Fall Asleep uit. In 2008 bracht Neophyte Records onder de naam Neophyte Records Allstars het nummer "Klaar om te rossen", waar Neophyte, Tha Playah, dj Panic en dus Evil Activities in zit.

## Discografie

### Albums
| Album met eventuele hitnotering(en) in de Nederlandse Album Top 100 | Datum van verschijnen | Datum van binnenkomst | Hoogste positie | Aantal weken | Opmerkingen |
| ------------------------------------------------------------------- | --------------------- | --------------------- | --------------- | ------------ | ----------- |
| Evilution                                                           | 2008                  | 31-05-2008            | 62              | 2            |             |
| Extreme audio                                                       | 2012                  | 14-07-2012            | 25              | 1*           |             |

### Overige uitgaven
| Track                                               | Met                        | Label             | Catalogusnr. | Vinyl                                               | Verschenen       |
| --------------------------------------------------- | -------------------------- | ----------------- | ------------ | --------------------------------------------------- | ---------------- |
| Elliott                                             |                            | Dark And Evil     | geen         | A Division Of Satanic Grooves                       | 01-1998          |
| Da Boogieman                                        |                            | Dark And Evil     | geen         | A Division Of Satanic Grooves                       | 01-1998          |
| Our Horrors                                         |                            | Dark And Evil     | geen         | A Division Of Satanic Grooves                       | 01-1998          |
| Your Time Will Come                                 |                            | Dark And Evil     | geen         | A Division Of Satanic Grooves                       | 01-1998          |
| Hyper                                               |                            | Rotterdam Records | ROT073       | The Introduction                                    | 03-1999          |
| The Day We Die                                      |                            | Rotterdam Records | ROT073       | The Introduction                                    | 03-1999          |
| Darkness At Noon                                    |                            | Rotterdam Records | ROT073       | The Introduction                                    | 03-1999          |
| Did You Hear It?                                    |                            | Rotterdam Records | ROT073       | The Introduction                                    | 03-1999          |
| Bang Bang                                           |                            | Neophyte Records  | NEO003       | 6 Months To X-Tinction                              | 03-08-1999       |
| What's Inside Me?                                   |                            | Neophyte Records  | NEO003       | 6 Months To X-Tinction                              | 03-08-1999       |
| God Is A Sadist                                     |                            | Neophyte Records  | NEO003       | 6 Months To X-Tinction                              | 03-08-1999       |
| Demons, Darkness & Evil                             |                            | Neophyte Records  | NEO003       | 6 Months To X-Tinction                              | 03-08-1999       |
| Harder & Harder                                     |                            | Neophyte Records  | NEO006       | 3 Months To X-Tinction                              | 06-2000          |
| We Like Cocaine                                     |                            | Neophyte Records  | NEO006       | 3 Months To X-Tinction                              | 06-2000          |
| World Eclipse                                       |                            | Neophyte Records  | NEO006       | 3 Months To X-Tinction                              | 06-2000          |
| Make A Wish                                         |                            | Neophyte Records  | NEO008       | Neophyte Records Sampler Vol. 1                     | 08-2000          |
| X-Tinction                                          |                            | Neophyte Records  | NEO012       | X-Tinction                                          | 07-2001          |
| Angel Of Death                                      |                            | Neophyte Records  | NEO012       | X-Tinction                                          | 07-2001          |
| Be Quiet                                            | DJ Panic                   | Neophyte Records  | NEO012       | X-Tinction                                          | 07-2001          |
| MC's & DJ's                                         |                            | Neophyte Records  | NEO012       | X-Tinction                                          | 07-2001          |
| Before Your Eyes                                    | Endymion                   | Neophyte Records  | NEO015       | Before Your Eyes                                    | 19-04-2002       |
| Do You Like Bass?                                   |                            | Neophyte Records  | NEO015       | Before Your Eyes                                    | 19-04-2002       |
| State Of Emergency                                  | Chaosphere                 | Neophyte Records  | NEO018       | State Of Emergency                                  | 15-01-2003       |
| Paranoid Dancer                                     | Chaosphere                 | Neophyte Records  | NEO018       | State Of Emergency                                  | 15-01-2003       |
| Back In The House                                   | Chaosphere                 | Neophyte Records  | NEO018       | State Of Emergency                                  | 15-01-2003       |
| Project: Hardcore (Original Mix)                    | The Viper                  | Rotterdam Records | ROT090       | Project: Hardcore                                   | 23-06-2003       |
| Project: Hardcore (Additional Mix)                  | The Viper                  | Rotterdam Records | ROT090       | Project: Hardcore                                   | 23-06-2003       |
| Burn In Hell (albumversie)                          |                            | Neophyte Records  | NEOCD04      | Dedicated                                           | 07-07-2003       |
| Victims (albumversie)                               |                            | Neophyte Records  | NEOCD04      | Dedicated                                           | 07-07-2003       |
| We're Gonna Get You                                 |                            | Neophyte Records  | NEO020       | Neophyte Records Sampler Vol. 2                     | 15-09-2003       |
| Dedicated (To Those Who Tried To Hold Me Down)      |                            | Neophyte Records  | NEO021       | Dedicated (To Those Who Tried To Hold Me Down)      | 03-11-2003       |
| To You Who Doubt Me                                 | Neophyte                   | Neophyte Records  | NEO021       | Dedicated (To Those Who Tried To Hold Me Down)      | 03-11-2003       |
| Far Beyond You                                      | Chaosphere                 | Neophyte Records  | NEO021       | Dedicated (To Those Who Tried To Hold Me Down)      | 03-11-2003       |
| Alles Kapot                                         | Neophyte                   | Rotterdam Records | ROT093       | Dominee Dimitri 2004                                | 03-2004          |
| Bigger Than Ever                                    | DJ Panic                   | Rotterdam Records | ROTSP03      | The Legend Returns (The Official Anthems)           | 05-03-2004       |
| One Of These Days                                   | Neophyte                   | Neophyte Records  | NEO023       | One Of These Days                                   | 07-2004          |
| Party Like Us                                       | Neophyte                   | Neophyte Records  | NEO023       | One Of These Days                                   | 07-2004          |
| Evil At Heart                                       | Neophyte                   | Neophyte Records  | NEO023       | One Of These Days                                   | 07-2004          |
| Back on Track                                       | Neophyte                   | Neophyte Records  | NEO024       | Back On Track                                       | 01-2005          |
| The Way I Am                                        |                            | Neophyte Records  | NEO024       | Back On Track                                       | 01-2005          |
| N.E.M.F.                                            | Chaosphere                 | Neophyte Records  | NEO024       | Back On Track                                       | 01-2005          |
| Sick Of My Life                                     |                            | Neophyte Records  | NEO024       | Back On Track                                       | 01-2005          |
| Never Fall Asleep                                   | DJ Panic                   | Neophyte Records  | NEO027       | Never Fall Asleep                                   | 11-2005          |
| Murder                                              | DJ Panic, MC Alee          | Neophyte Records  | NEO027       | Never Fall Asleep                                   | 11-2005          |
| Extreme Audio                                       |                            | Neophyte Records  | NEO027       | Never Fall Asleep                                   | 11-2005          |
| Invasion                                            | Neophyte                   | Neophyte Records  | NEO029       | Invasion                                            | 29-05-2006       |
| Everlast                                            | Neophyte                   | Neophyte Records  | NEO029       | Invasion                                            | 29-05-2006       |
| Fuck That                                           | Neophyte                   | Neophyte Records  | NEO029       | Invasion                                            | 29-05-2006       |
| Fuckapella                                          | Neophyte                   | Neophyte Records  | NEO029       | Invasion                                            | 29-05-2006       |
| Nobody Said It Was Easy                             |                            | Neophyte Records  | NEO036       | Nobody Said It Was Easy                             | 28-02-2008       |
| Raw To The Floor                                    | The Viper                  | Neophyte Records  | NEO036       | Nobody Said It Was Easy                             | 28-02-2008       |
| From Cradle To Grave                                | Nosferatu                  | Rotterdam Records | ROT102       | From Cradle To Grave                                | 03-2008          |
| Step Up (albumversie)                               |                            | Neophyte Records  | NEOCD13      | Evilution                                           | 09-05-2008       |
| To Claim The Future                                 | Endymion                   | Enzyme Records    | ENZYME 29    | To Claim The Future                                 | 21-05-2008       |
| Vengeance                                           | Endymion                   | Enzyme Records    | ENZYME 29    | To Claim The Future                                 | 21-05-2008       |
| No Place To Hide                                    |                            | Neophyte Records  | NEO038       | No Place To Hide                                    | 21-08-2008       |
| Evilution                                           |                            | Neophyte Records  | NEO038       | No Place To Hide                                    | 21-08-2008       |
| Cold As Me                                          | Tha Playah                 | Neophyte Records  | NEO040       | Cold As Me                                          | 11-2008          |
| Imperial                                            | Tha Playah                 | Neophyte Records  | NEO040       | Cold As Me                                          | 11-2008          |
| Raise It Up                                         | Tha Playah, MC Mike Redman | Neophyte Records  | NEO040       | Cold As Me                                          | 11-2008          |
| Invincible                                          | DJ Panic, MC Alee          | Neophyte Records  | NEO042       | Invincible                                          | 02-04-2009       |
| Nothing                                             | MC Ruffian                 | Neophyte Records  | NEO042       | Invincible                                          | 02-04-2009       |
| Neophyte Records 10 Years Mash-Up #1                | Neophyte                   | Neophyte Records  | NEOMU01      | 10 Years, A Decade Of Great Success!                | 05-09-2009       |
| Evil Inside                                         |                            | Neophyte Records  | NEO048       | Evil Inside                                         | 01-06-2010       |
| Pray For Me                                         |                            | Neophyte Records  | NEO048       | Evil Inside                                         | 01-06-2010       |
| Sick Of It All                                      | Nosferatu                  | Enzyme Records    | ENZYME 36    | The Thrill                                          | 17-02-2011       |
| Raving Bootleg                                      | The Viper                  | geen              | geen         | geen                                                | niet uitgebracht |
| Broken                                              | Endymion, E-Life           | Neophyte Records  | NEO052       | Broken                                              | 04-04-2011       |
| Changed The Game                                    | Endymion                   | Neophyte Records  | NEO052       | Broken                                              | 04-04-2011       |
| Highest Ace                                         | The Viper, MC D            | Neophyte Records  | NEO058       | Who We Are                                          | 21-10-2011       |
| Hardshock (Official Hardshock Festival 2012 Anthem) | E-Life                     | Neophyte Records  | NEO062       | Hardshock (Official Hardshock Festival 2012 Anthem) | 23-03-2012       |
| Point Of No Return                                  | Kasparov                   | Neophyte Records  | NEO064       | Around The World                                    | 01-06-2012       |
| It's Ok                                             |                            | Neophyte Records  | NEO065       | It's Ok                                             |                  |
| World Of Madness (DefQon.1 2012 O.S.T.)             | E-Life                     | Q-Dance           | Q057D        |                                                     | 23-08-2012       |
| Silence Violence                                    |                            |                   |              |                                                     | 23-01-2013       |

### Remixes
| Artiest                          | Track                                                  | Label en catalogusnummer                   | Officiële uitgave op vinyl |
| -------------------------------- | ------------------------------------------------------ | ------------------------------------------ | -------------------------- |
| Endymion                         | Judge Of Darkness (Evil Activities Remix)              | Supreme Intelligence SIN 10-5              | 01-05-2000                 |
| Nosferatu                        | The Future (Evil Activities Remix)                     | Gangsta Audiovisuals G 66                  | 01-07-2001                 |
| The Nightraver                   | We Are From Rotterdam (Evil Activities Remix)          | niet bekend                                | 2001                       |
| Paul Elstak                      | I'm A God (Evil Activities Remix)                      | Offensive Records OFF015                   | ??-??-2004                 |
| Jappo & Lancinhouse              | Exlxaxl (Neophyte & Evil Activities Remix)             | Pro Artist Management PAM003               | ??-11-2004                 |
| Hardcore United                  | Time To Make A Stand (Neophyte & Evil Activities Mix)  | Hardcore United Records HUR001             | 25-06-2005                 |
| Neophyte                         | None Of Ya Left (Evil Activities Remix)                | Rotterdam Records ROT099                   | 27-04-2006                 |
| Tha Playah                       | Weird Clit (Neophyte & Evil Activities Remix)          | Neophyte Records NEO030                    | 07-09-2006                 |
| Euromasters                      | Alles Naar De Klote (Neophyte & Evil Activities Remix) | Rotterdam Records ROT100                   | ??-??-2007                 |
| Headbanger ft. MC Alee & Ruffian | Headbangers Theme (Evil Activities Remix)              | Rotterdam Records ROT101                   | ??-02-2008                 |
| Coldplay                         | Nobody Said It Was Easy (Evil Activities Remix)        | Neophyte Records NEO036                    | 12-08-2010                 |
| Outblast                         | Masters Symphony (Evil Activities R3f!k5)              | Masters Of Hardcore MOH086                 | 27-12-2010                 |
| Tha Playah                       | Hit 'Em (Evil Activities & The Viper Remix)            | Neophyte Records NEO049                    | ??-07-2010                 |
| Tommyknocker                     | Demolition (Evil Activities & Lenny Dee Remix)         | Traxtorm Records TRAX0086                  | ??-08-2010                 |
| Brennan Heart                    | Alternate Reality (Evil Activities & Endymion Remix)   | Q-Dance Q051                               | 18-11-2010                 |
| Mad-E-Fact                       | The Hustle (Evil Activities & Tha Playah Remix)        | Viper Beatz VB007                          | 06-12-2010                 |
| Coone                            | The Challenge (Evil Activities Remix)                  | Dirty Workz DWX054                         | 20-06-2011                 |
| Endymion & Nosferatu             | Drunk With A Gun (Evil Activities Remix)               | Enzyme Records ENZYME 39C                  | 15-08-2011                 |
| Samuel Barber                    | Adagio For Strings (Evil Activities unofficial Remix)  | niet uitgebracht                           | 25-10-2011                 |
| Morbid Angel                     | Radikult (Evil Activities Remix)                       | Illud Divinum Insanus - The Remixes SOM256 | 24-02-2012                 |
| Neophyte                         | Braincracking (Evil Activities & Tha Playah Refix)     |                                            |                            |
| The Opposites & Yellow Claw      | Thunder (Evil Activities & E-Life remix)               | niet bekend                                | 13-06-2013                 |